# ماريانا تريفينيو
ماريانا تريفينيو أورتيز (من مواليد 21 نوفمبر 1977) هي ممثلة مسرحية وسينمائية مكسيكية من مونتيري. أصبحت معروفة لدى جمهور محلي أوسع من خلال دورها في دور لوبيتا في المسرحية الموسيقية الشهيرة منتيراس، والتي لعبت فيها أكثر من ألف عرض. بعد نجاح منتيراس، استمرت ماريانا في الظهور في الأفلام الكوميدية المكسيكية مثل لا أعلم هل أقطع معصمي أم أتركهما طويلين (2013) و حبي لحبيبتي (2014).

## حياة مهنية
اعتبارًا من عام 2015، شاركت في بطولة لـ نتفليكس مع لويس جيراردو مينديز في أول إنتاج أصلي باللغة الإسبانية على الإطلاق ويسمى نادي الغربان.
شاركت ماريانا في البطولة مع توم هانكس في فيلم رجل اسمه أوتو من شركة سوني بيكتشرز.

## أعمالها

### الأفلام
- مسألة علاقات (2012) - ناتاليا
- المزيد (2013) - كاتي
- ثالثة لامادا (2013) - سيسي "لا أسيستونتا"
- لا أعرف ما إذا كنت سأقطع عروقي أم أتركها طويلة (2013) - كارميلا
- أمور دي ميس أموريس (2014) - شيلا
- كلوب دي كويرفوس (2015) - إيزابيل إغليسياس
- آخر مرة ونحن ذاهبون (2015) - هيلدا
- صبراس كوي هاسر كونميغو (2016)
- حلم الماراكامي (2016)
- الحياة اللاأخلاقية للزوج المثالي (2016)
- كومو كورتار في باتان (2017) - أماندا
- في البحر (2018) - صوفيا
- أنت شغفي (2018) - لولي
- غرباء مثاليون (2018) - فلورا
- الدوري الاسباني 5 (2019)
- بيت الزهور (2019-2020) - جيني كيتزال
- مسحوق (2019) - جاسينتا
- ناركوس المكسيك (2020) [5]
- 100 يوم للوقوع في الحب (2020)
- رجل يدعى أوتو (2022) - ماريسول

### المسرحيات
- منتيراس الموسيقية - لوبيتا

## الجوائز
تلقت تريفينيو ترشيحين في حفل توزيع جوائز أرييل التاسع والخمسين، لأفضل ممثلة مساعدة عن فيلم الحياة غير الأخلاقية للشريك المثالي (La vida inmoral de la pareja Ideal)، وأفضل ممثلة في دور ثانوي عن فيلم حلم الماراكامي (El Sueño del Mara'akame).

## روابط خارجية
- ماريانا تريفينيو في قاعدة بيانات الأفلام على الإنترنت